# 아크라시아
아크라시아(Akrasia, /əˈkreˈziə/; 그리스어 ἀκρασια, "명령 부족" 또는 "약함", 때때로 acrasia로 음역되거나 영어로 acrasy 또는 acracy로 음역됨)는 자제력이 부족하거나 자신의 더 나은 판단에 반하는 행동을 의미한다. 이는 때때로 영어로 incontinence("자제력 부족")으로 번역된다. 플라톤을 시작으로 다양한 철학자들이 아크라시아의 존재 여부와 이를 가장 잘 정의하는 방법을 결정하려고 시도했다.

## 같이 보기
- 지연행동
- 정언명령
- 자기조절